# NGC 3491
NGC 3491 is een elliptisch sterrenstelsel in het sterrenbeeld Leeuw. Het hemelobject werd op 11 maart 1784 ontdekt door de Duits-Britse astronoom William Herschel.

## Synoniemen
- UGC 6088
- MCG 2-28-41
- ZWG 66.89
- PGC 33180